# Cryptocanthon peckorum
Cryptocanthon peckorum är en skalbaggsart som beskrevs av Henry Fuller Howden 1973. Cryptocanthon peckorum ingår i släktet Cryptocanthon och familjen bladhorningar. Inga underarter finns listade i Catalogue of Life.